# 塔卡拉尔
塔卡拉尔（Takalar）是印度尼西亚南苏拉威西省的一个城镇，是塔卡拉尔县的一个城镇，位于苏拉威西岛南半岛西南沿海。2010年统计，塔卡拉尔所在的Mappakusunggu区（Kecamatan Mappakusunggu）共有15,139人。

## 资料来源
1. ↑  Biro Pusat Statistik, Jakarta, 2011.